# Італійський союз боротьби
Італійський союз боротьби (італ. Fasci italiani di combattimento) — італійська організація, створена Беніто Муссоліні в 1919 році. У 1921 організація була перетворена в Національну фашистську партію. Штаб-квартира знаходилася в Мілані.
Члени організації носили чорні сорочки, жовті та червоні смужки на зап'ясті (кольори Риму). Символом організації була фасція — давньоримський символ влади. Основними цілями Італійського союзу боротьби були боротьба з комуністами і страйками.

## Історія
23 березня 1919 року Фасади Революційних Дій були перейменовані в Італійські Фасади Бою. У 1919 році Версальським договором Італія отримала від Австрії Південний Тіроль, Трентіно, Істрію та Трієст. Однак Італія також хотіла Фіуме та область Далмація на узбережжі Адріатичного моря, отже, вони відчували несправедливе ставлення до них. У березні 1919 р. Муссоліні заснував "Фасади бою", що сприяло підтримці незадоволених безробітних ветеранів війни. Італійський спецназ Першої світової війни, відомий як Ардити, був розлючений проблемами в Італії. Муссоліні співчував їм, стверджуючи, що він ділився їхнім військовим досвідом, отже, вони приєдналися до Фаши, врешті-решт перетворившись на ескадризм.
На виборах 1919 року Муссоліні та його партія висунули ліву та антиклерикальну програму, яка передбачала вищі податки на спадщину та прибуток від капіталу та витіснення монархії . Він також запропонував передвиборчий союз із соціалістами та іншими партіями зліва, але його проігнорували через побоювання, що він несе відповідальність перед виборцями. Під час виборів Муссоліні проводив агітаційну кампанію як «Ленін Італії», намагаючись «перебити соціалістів-соціалістів» : 284, 297 Муссоліні та його партія зазнали невдачі проти соціалістів, які набрали в сорок разів більше голосів, вибори настільки похмурі, що навіть у рідному селі Муссоліні Предаппіо жодна людина не проголосувала за нього.  Під час фальшивої похоронної процесії після виборів члени колишньої італійської соціалістичної партії Муссоліні несли труну з ім'ям Муссоліні, проходячи повз його квартиру, символізуючи кінець його політичної кар'єри .
Через катастрофічні результати на виборах у листопаді 1919 року Муссоліні задумав змінити назву своєї фашистської партії. До 1921 року Муссоліні підтримав план перейменування Fasci Italiani di Combattimento на «Фашистську лейбористську партію» або «Національну лейбористську партію» на Третьому фашистському конгресі в Римі (7-10 листопада 1921 року), намагаючись зберегти свою репутацію. як відданість лівій традиції підтримки профспілки.  Муссоліні передбачав більш успішну політичну партію, якщо вона базувалася на фашистській коаліції трудових синдикатів . Цей союз із соціалістами та робочою владою був описаний як свого роду "націоналістично-лівий коаліційний уряд", проте йому протистояли як більш консервативні фашистські члени, так і правляча італійська ліберальна партія Джованні Джолітті, яка вже вирішила включити фашистів до своїх національних Блоки.
У 1921 році цей фасціо буде перетворений у Національну фашистську партію (італ. Partito Nazionale Fascista, PNF). Муссоліні поєднав ідеології кількох різних політичних партій. Він розпочав своє політичне життя як соціаліст, врешті-редактор соціалістичного журналу Avanti, але був виключений, коли підтримав втручання в Першу світову війну. Потім створив групу під назвою Fascio di Combattimento (Ліга бойових дій), яка спочатку не т завоювати велику популярність. У 1919 р. Було сформовано трипартійний уряд, схилений до демократичної сторони уряду.